# Gigi Hadid
Jelena Noura „Gigi” Hadid (/hɑːˈdiːd/; n. 1995) este o prezentatoare de modă (manechin) americană și o personalitate de televiziune. Ea a fost numită una dintre cele 12 cadete în emisiunea anuală pentru prezentarea costumelor de baie din Sports Illustrated în 2014. De asemenea, ea a apărut în reality show-ul TV Adevăratele soții din Beverly Hills.

## Legături externe
Materiale media legate de Gigi Hadid la Wikimedia Commons
- Site web oficial